# مسجد الكرامة
مسجد الكرامة هو مسجد كبير يقع في مارتابورا في منطقة بنجر جنوب كليمنتان الجنوبية، يعد المسجد أكبر مسجد في كليمنتان الجنوبية، المسجد هو أيضا معلم من معالم مارتابورا، كما يسهل الوصول إليه من جميع المدن في جنوب كاليمانتان لأنها يقع في الطريق الرئيسي (الطريق الوطني) بين المدن، وخاصة من شرق كاليمانتان شمالا إلى مدينة بنجرماسين.

## التاريخ
كمركز لمملكة بنجر سجلت مارتابورا وجود 12 من السلاطين الذين حكموا بنجر، في ذلك الوقت كان المسجد يخدم المدينة كمكان للعبادة والدعوة الإسلامية ومكان إدماج للمسلمين ومقر أو معقل للمقاتلين الذين ثاروا على هولندا التي كانت تحتل إندونيسيا، ونتيجة لحرق مسجد قرية بسيانغان التابعة لمارتابورا، أتت الرغبة في بناء مسجد أكبر، وفي عام 1280 هـ الموافق 1863 بدأ بناء المسجد، كان الجامع الكبير في الكرامة سابقا هو جامع مارتابورا، ثم تم البدء في بناء المسجد الجديد وبالتحديد بدأ البناء في العاشر من شهر رجب عام 1315 هـ المواقث الخامس من شهر ديسمبر عام 1897، من الناحية الفنية بناء المسجد تم بالهيكل الرئيسي للمبنى الذي بني بأسطح الخشب ولوح خشبية ولوحات الجدران والأرضيات الخشبية، وفي ليلة الاثنين الثاني عشر من شهر ربيع الأول عام 1415 هـ وفي الاحتفال بمولد النبي محمد، افتتح جامع مارتابور.

## العمارة
من حيث الهندسة المعمارية شكل المسجد الكبير يتبع شكل مسجد سنان ديماك في قرية رسول الصغيرة، وحتى الآن تمت إعادة التأهيل للمسجد ثلاث مرات، باتباع شكل المباني الحديثة في أوروبا، يدعم المسجد العشرات من الأعمدة الخرسانة التي تنتشر في المسجد، كلف المسجد الكبير ما مجموعه 27 مليار روبية، واعتمد العديد من الأشكال من فن العمارة العربية مثل سقف القبة وأضيفت أسلوب الزينة من هولندا، للمسجد سقف مخروطي مع تداخل البناء، سقف المسجد ذاو طراز تقليدي مثل بيوت سكان بنجر، وبعد عدة اعادات تأهيل تحول السقف في نهاية المطاف إلى شكل قبة، وقد بني المسجد لأول مرة بقياس 37.5 متر في 37.5 متر.

## وصلات خارجية
- موقع المسجد
- صورة المسجد
- البوم صور المسجد
- عن المسجد